# 诺塔萨尔加 (阿拉巴马州)
诺塔萨尔加（英語：Notasulga），是美国阿拉巴马州下属的一座城市。面积约为13.81平方英里（约合35.75平方公里）。根据2010年美国人口普查，该市有人口965人，人口密度为69.9/平方英里（约合26.99/平方公里）。